# Het Glazen Huis (soapserie)
Het Glazen Huis was een Nederlandse soapserie van AVRO, TROS en BNN die van 4 september 2004 tot en met 4 februari 2005 werd uitgezonden op Nederland 2.
De serie was ontstaan als antwoord van het Nederlands publiek omroepbestel op populaire soapseries van de commerciële televisie zenders als Goede tijden, slechte tijden en Onderweg naar morgen. Er waren 115 afleveringen (1 televisieseizoen) bij Endemol besteld ter waarde van 7 miljoen euro.
De serie ging over mediatycoon Axel Westhof (gespeeld door Arnold Gelderman) en zijn familie. De titelsong van Het Glazen Huis was het lied "Schone Schijn" van de band Massief.
Het Glazen Huis werd in het jaar 2004 niet doordeweeks, maar in het Weekeinde uitgezonden en werd een 'weekeindesoap' genoemd. Het werd uitgezonden op zaterdag-, zondag- en maandagavond tussen 21:00 en 21:30 uur. De maandagavond zou dan later in het televisieseizoen 2004-2005 worden omgeruild voor de vrijdagavond, als uitzendingen van de populaire RTL 4 televisieserie Baantjer gestopt waren. Vanaf 6 november 2004 werd Het Glazen Huis op zaterdag om 21:45 uur en op zondag en maandag om 22:00 uur uitgezonden.
De kijkcijfers bleven in de eerste weken ver onder de verwachtingen en lieten zelfs een dalende lijn zien. Het afwijkende uitzendschema en de 'ingewikkelde' verhaallijnen over het bedrijfsleven en de politiek werden als oorzaken gezien. De producent is vanaf aflevering 30 meer nadruk gaan leggen op de menselijke relaties.
Op 23 november 2004 werd bekend dat de serie beëindigd zou worden omdat deze te weinig kijkers trok. In januari 2005 verhuisde het programma naar de woensdag en donderdag (23:00 uur) en de vrijdagavond (23:30 uur). Op 4 februari 2005 werd de slotaflevering (afl. 61) uitgezonden.

## Rolverdeling
Hoofdrollen
- Arnold Gelderman – Axel Westhof
- Willeke van Ammelrooy – Patricia Westhof
- Anita Donk – Nora Westhof
- Herman Boerman – Tim Romein
- Anna Speller – Merel Westhof
- Mattijn Hartemink – Robert Westhof (1)
- Harpert Michielsen – Robert Westhof (2)
- Lieke Antonisen – Angela Westhof
- Michiel de Jong – Thijs Marsman
- Geert Jan Romeijn – Oscar Schoonhoven
- Job Redelaar – Edward Hendriks
- Alexandra Blaauw – Rosanne Hoogenboom
- Sjoerd Dragtsma – Daan Hendriks
- Leona Philippo – Bibi Kruyswijk
- Oren Schrijver – Cas de Ridder

Bijrollen
- Miryanna van Reeden – Carolien Westhof-Mans
- Gonny Gaakeer – Suze Ligtvoet
- Sarah Chronis – Emma Romein
- Manfred de Graaf - Pieter Balk
- Kitty Courbois – Juliette DuLac
- Jennifer de Jong – Britt Vos
- Diana Dobbelman – Cindy Poelstra
- Ad van Kempen - Ruud Marré
- Ellik Bargai – Mitch Groenwald
- Danique Bauer - Tina van Dalen
- Esmée de la Bretonière - Simone van Heugten
- Istvan Hitzelberger - Boris Donkers
- Alwien Tulner - Christel de Leeuw
- Casper van Bohemen - Ron Belkers

Gastrollen
- Cox Habbema - Jobien Meurs
- Ian Bok - verslaggever
- Jeroen Biegstraten - presentator
- Margreet Heemskerk - arts
- Fred Florusse - Henk-Jan Nieuwenwind
- Dirk Brinksma - Bor van Oorschot
- Sander Foppele - zichzelf
- Cecil van der Sluis - Lotte
- Sander Jan Klerk - acteur Zilver & Goud
- Polcia van Drunen - actrice Zilver & Goud
- Iris van Wijhe - receptioniste Westhof
- Dennis de Getrouwe - opnameleider
- Donna Vrijhof - presentatrice Jennifer
- Wouter ten Pas - Smits
- Jacques Hein Vermolen - Lars Koenen
- Roemer Daalderop - Ronald Verbeek
- Chiara Tissen - Yolanda van Brakel
- Menno van Beekum - Johan van Meeteren
- Ingrid Willemse - Jacqueline van Meeteren
- Michel Llopis - Stoney
- Sabine Koning - Deborah Clarkson
- Marco Verhagen - presentator
- Pieternel Pouwels - Chantal Verburg
- Alex Mazereeuw - Sander van de Wegen
- Galton Aalse - Bodyguard Axel Westhof